# 이반 뇌제 1부
《이반 뇌제 1부》(러시아어: Иван Грозный 1-я серия)는 세르게이 예이젠시테인이 감독한 소련의 역사 영화이다.
1941년부터 준비에 착수하고 5년 간에 걸쳐서 에이젠슈테인이 심혈을 경주해서 만든 거대한 역사영화다. 처음에는 3부작으로서 구상된 것이었으나 그 역사적인 관점에 대해서 스탈린으로부터 심한 비판이 있었고 계속해서 작자 에이젠슈테인의 갑작스러운 죽음(1948년)으로 인해 2부작으로 끝난 불행한 영화다. 더욱이 제2부작이 공개를 허용받은 것은 겨우 1958년, 어언 작자가 죽은지 10년이 넘은 뒤였다. 이 영화는 에이젠슈테인의 독자적인 몽타주의 수법을 발휘한 것이며 스타일을 무시한 영화이기 때문에 그에 대한 평가는 크게 나뉜다. 아이젠슈타인 감독의 또다른 대표작품으로 〈전함 포툠킨〉이 있다.

## 줄거리
모스크바 대공국의 대공이었던 이반 4세는 자신을 모스크바의 차르로 옹립한다. 대관식에서 이반은 러시아의 여러 세력을 통합해 차르를 중심으로 한 강력한 국가를 건설하겠다고 공포한다. 그러나 보야르들과 성직자들, 그리고 외세는 이반의 선언에 반발하고, 이반의 숙모인 예프로시니야는 자신의 아들 블라디미르를 차르로 올리려고 시도한다. 차르로 등극한 이반은 곧 유력 보야르 집안의 딸인 아나스타시야와 결혼하는데, 황족인 동시에 이반의 친구이자 예전부터 아나스타시야에게 연모를 품었던 안드레이는 이 일을 계기로 이반과 사이가 나빠진다.
한편 보야르의 수탈에 시달리던 민중들이 난을 일으켜 황궁으로 들어간다. 민중들과 마주친 이반은 슬기롭게 대처하면서 이들을 자신의 우호 세력으로 포섭한다. 동시에 이반 앞으로 카잔 칸국의 사신들이 와 카잔의 칸이 모스크바를 멸망시키겠다고 엄포한다. 민중들 앞에서 이반은 카잔과의 전쟁을 선포하고 민중들은 열렬히 환호한다. 카잔에 당돌한 이반은 성 밑에 화약을 설치해 카잔의 성을 파괴하는 전략을 사용하고, 작전이 크게 성공하면서 카잔은 모스크바의 손 안으로 들어간다.
카잔 원정 후 돌아오는 길에 이반은 큰 병을 앓아 죽을 위기에 놓인다. 예프로시니야는 이반이 죽을 것이라 짐작하고 황족들과 보야르를 불러 이반의 어린 아들이 아닌 블라디미르에게 충성할 것을 요구한다. 그러나 아나스타시야를 통해 이반이 죽지 않았음을 확인한 안드레이는 혼자 블라디미르를 향한 충성을 거부하고, 이 과정을 지켜본 이반은 보야르를 더욱 불신하는 동시에 안드레이를 더욱 신임한다. 병에서 회복된 이반은 보야르와 성직자들을 내치면서 권력을 다져나가는 동시에 안드레이를 시켜 해외 원정을 단행한다.
그러나 개혁 정책이나 해외 원정이 모두 수월하게 진행되지 않는 가운데, 예프로시니야는 차르의 권력을 약화시키기 위해 아나스타시야를 독살한다. 절망에 빠진 이반에게 측근 바스마노프는 새로운 인재들을 등용해 보야르를 진압해야 함을 역설한다. 이반은 자신의 지배 정통성을 민중에게서 얻기 위해 모스크바를 떠나 시골에 머무르고, 민중들은 추운 날씨를 뚫고 들판을 가로질러 이반에게 다시 나라를 다스려달라고 간청한다. 민중의 지지를 확보한 이반은 다시 모스크바로 돌아온다.

## 출연

### 주연
- 니콜라이 체르카소프